# Setapius perminuta
Setapius perminuta är en insektsart som först beskrevs av Dlabola 1959.  Setapius perminuta ingår i släktet Setapius och familjen kilstritar.
Artens utbredningsområde är Italien. Inga underarter finns listade i Catalogue of Life.